# Ischnothyreus pacificus
Ischnothyreus pacificus is een spinnensoort in de taxonomische indeling van de Dwergcelspinnen (Oonopidae).
Het dier behoort tot het geslacht Ischnothyreus. De wetenschappelijke naam van de soort werd voor het eerst geldig gepubliceerd in 1963 door Carl Friedrich Roewer.